# يوهانس إيمبودين
يوهانس إيمبودين (و. 1955  م) هو مخرج أفلام، وكاتب سيناريو سويسري، ولد في إنترلاكن.

## وصلات خارجية
- جوهانس إيمبودين على موقع IMDb (الإنجليزية)
- جوهانس إيمبودين على موقع مونزينجر (الألمانية)
- جوهانس إيمبودين على موقع ألو سيني (الفرنسية)
- جوهانس إيمبودين على موقع أول موفي (الإنجليزية)
- جوهانس إيمبودين على موقع قاعدة بيانات الأفلام السويدية (السويدية)
- جوهانس إيمبودين على موقع قاعدة بيانات الفيلم (الإنجليزية)
- جوهانس إيمبودين على موقع كينوبويسك (الروسية)